# 土耳其飛馬航空8622號班機事故
土耳其飛馬航空8622號班機（PC8622）是由土耳其飞马航空运营的短程国内航班。执飞机型为波音737-800。2018年1月13日从土耳其首都安卡拉埃森博阿国际机场起飞，在特拉布宗機場降落的过程中衝出跑道，飞机向左偏出跑道，坠入跑道旁的斜坡，险些衝进大海。飞机实施了紧急撤离，机上162名旅客和6名机组人員中只有3人受轻伤，飞机严重受损。

## 过程
2018年1月13日，土耳其一架编号为TC-CPF的波音737-800飞机执行飞马航空PC8622航班，计划从土耳其首都安卡拉的埃森博阿国际机场前往特拉布宗機場。在特拉布宗機場的11号跑道降落时衝（偏）出跑道——在跑道末端前60米左右从跑道左侧偏出，而跑道左侧外便是靠海的陡坡，飞机因而坠下，所幸及时在陡坡上停住，机头衝着海面，右侧引擎与飞机分离，起落架也严重受损，事故原因正在调查当中。